# PLAY THE GAME
「PLAY THE GAME」（プレイ・ザ・ゲーム）は、2007年2月7日にリリースされた、ロードオブメジャーのメジャー7枚目、通算10枚目のシングル。

## 概要
- 前作から約8ヶ月ぶりのリリースで、事実上最後のシングルとなった。なお、シングルとしては「親愛なるあなたへ...」以来のトップ10入り。
- 前作同様、BOWWOWの山本恭司が参加した。ただし、今回は作曲に参加。また、マスタリングにはSum 41、リンキン・パーク、エミネムなど、海外で数々のアーティストの楽曲のマスタリングをしているマスタリング・エンジニア、ブライアン・ガードナーが参加。
- エレクトリックギター、ドラム、ベースのほかにアコースティックギターとキーボードを使用している。
- シングルとしては初の初回版（CD＋DVD）と通常盤の2形態での発売となった。さらに通常盤にも初回盤があり、初回盤にはタイアップ先のアニメ『MAJOR』のステッカーが付属されていた。
- PVはメンバーが出演していない（近藤、松本、上原は楽器演奏中の手だけ映っている）。そのかわり様々のスポーツをしているエキストラが参加している。さらにラストシーンでは横浜ベイスターズの三浦大輔が登場する。
- このシングルのリリース以降、ライブを一度もしないまま解散してしまったため、このシングルに収録された3曲はライブで演奏されることはなかった。

## 収録曲
DISC 1（CD）
1. PLAY THE GAME
作詞：ロードオブメジャー　作曲・編曲：ロードオブメジャー、山本恭司
  - NHK教育アニメ『MAJOR〜3rd season〜』オープニング主題歌。「心絵」「さらば碧き面影」に続き同アニメ3シーズン連続での担当となった。
  - タイトルの「PLAY THE GAME」を日本語訳すると「試合をする」という意味だが、ここでは「正々堂々」という意味である。
  - 音楽配信サイトMoraにて、この曲の「ギター＆ボーカルVer.」「リズム＆ボーカルVer.」「キーボード＆ボーカルVer.」がそれぞれ配信されている。
2. ある春の隣で
作詞・作曲：北川賢一　編曲：ロードオブメジャー
3. 視界良好
作詞・作曲：北川賢一　編曲：ロードオブメジャー
4. PLAY THE GAME（instrumental）
作曲・編曲：ロードオブメジャー、山本恭司

DISC 2（DVD）
1. PLAY THE GAME（Video Clip）
監督：福和敏